# Cloniophorus episcopalis
Cloniophorus episcopalis es una especie de escarabajo longicornio del género Cloniophorus, tribu Callichromatini, subfamilia Cerambycinae. Fue descrita científicamente por Chevrolat en 1856.

## Descripción
Mide 17-20 milímetros de longitud.

## Distribución
Se distribuye por Camerún, Gabón y Nigeria.